# Gabriel Despland

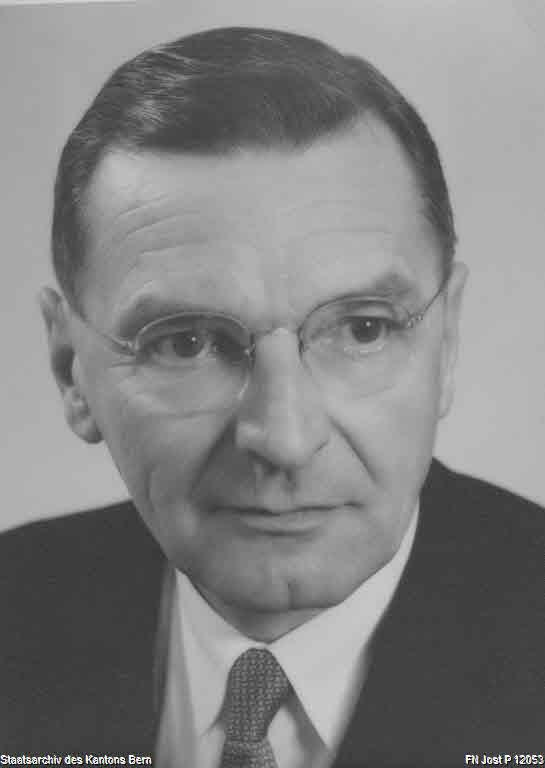
Gabriel Despland (1958)

Gabriel Despland (* 4. Dezember 1901 in Villars-Lussery; † 27. Januar 1983 in Lausanne; heimatberechtigt in Cossonay) war ein Schweizer Politiker (FDP).

## Biografie
Nach dem Studium der Veterinärmedizin in Lausanne und Bern eröffnete Despland eine eigene Tierarztpraxis in Echallens.
Er wurde zum Gemeindepräsidenten von Echallens gewählt und sass von 1934 bis 1944 als radikaler Vertreter im Grossen Rat des Kantons Waadt. Weiter hatte er von 1941 bis 1943 Einsitz im Nationalrat sowie anschliessend von 1943 bis 1967 im Ständerat. 1959/60 übte er das Amt des Ständeratspräsidenten aus.
Im Jahr 1945 wurde er in den Staatsrat des Kantons Waadt gewählt und stand dort ein Jahr dem Baudepartement vor, ehe er von 1946 bis 1961 das Departement des Innern leitete.
Unter anderem war er Vorsitzender des Komitees für die Einführung des Frauenstimmrechts in der Schweiz, der Schweizerischen Verkehrszentrale, 1954 des Eidgenössischen Schützenfestes von Lausanne sowie der Expo 64.
Im politischen Leben des Kantons Waadt gilt Despland als herausragende Persönlichkeit der Nachkriegszeit. Er war Mitglied der Studentenverbindung Helvetia. In der Schweizer Armee war er Oberst und Leiter der veterinärmedizinischen Abteilung eines Armeekorps.